# The Pleasure Principle (Gary Numan-album)
The Pleasure Principle är ett musikalbum av Gary Numan som lanserades i september 1979. I Europa släpptes albumet på skivbolaget Beggars Banquet, i nordamerika på Atco. Det var hans första album där han använde sig av sitt soloartistnamn. Till skillnad från hans två album med Tubeway Army som innehöll gitarr är den här skivan mycket mer syntorienterad och elektronisk. Skivans mest kända låt är "Cars" som släpptes som singel och toppade UK Singles Chart, samt nådde #9 på Billboard Hot 100. I Storbritannien blev även låten "Complex" en singelhit.
Albumet finns med i boken  1001 Albums You Must Hear Before You Die.

## Låtlista
(alla låtar komponerade av Gary Numan)
1. "Airlane" - 3:18
2. "Metal" - 3:32
3. "Complex" - 3:12
4. "Films" - 4:09
5. "M.E." - 5:37
6. "Tracks" - 2:51
7. "Observer" - 2:53
8. "Conversation" - 7:36
9. "Cars" - 3:58
10. "Engineers" - 4:01

## Listplaceringar
- Billboard 200, USA: #16[2]
- UK Albums Chart, Storbritannien: #1[3]